# Szpital Zakonu Bonifratrów św. Jana Grandego w Krakowie
Szpital Zakonu Bonifratrów św. Jana Grandego – szpital specjalistyczny w Krakowie mieszczący się przy ul. Trynitarskiej 11, na Kazimierzu.

## Historia[2]
Ufundowany w 1609 roku przez Waleriana Montelupiego i wspierany przez krakowskie mieszczaństwo pierwszy bonifraterski szpital u zbiegu ulic św. Jana i ulica św. Marka służył chorym i cierpiącym przez dwa stulecia.
Dotkliwe zubożenie klasztoru w okresie zaborów sprawiło, że zabrakło funduszy na remont budynków zagrożonych całkowitą ruiną. W 1812 roku wskutek zabiegów biskupa krakowskiego Andrzeja Gawrońskiego król saski i wielki książę warszawski Fryderyk August Wettyn wydał dekret, na mocy którego Bonifratrzy otrzymali na własność opuszczony klasztor wraz z ogrodem i kościół Trynitarzy pw. Świętej Trójcy przy obecnej ulicy Krakowskiej.
W tych trudnych czasach bracia Bonifratrzy odremontowali nową siedzibę i znów zaczęli służyć społeczeństwu Krakowa. Przyznanie Galicji autonomii i objęcie prezydentury miasta przez Józefa Dietla, lekarza i społecznika, poprawiło nieco sytuację Konwentu i Szpitala.
Pomyślny okres działalności rozpoczął się jednak dopiero wraz z wyborem na przeora Konwentu (1891 r.) br. Laetusa Bernatka – Morawianina z pochodzenia, farmaceuty z wykształcenia. Nowy przeor pomimo wielu przeciwności losu postanowił wybudować nowy szpital. Okazją do realizacji tego zamysłu stał się jubileusz 50-lecia panowania cesarza Franciszka Józefa. Zwołana w marcu 1897 roku, w Wiedniu kapituła prowincji austriacko-czeskiej zaakceptowała pomysł L. Bernatka dotyczący wybudowania nowego szpitala w Krakowie, przy ulicy Trynitarskiej. Autorem projektu szpitala był znany architekt, profesor Krakowskiej Wyższej Szkoły Techniczno-Przemysłowej, Teodor Talowski.
Całkowity koszt budowy nowego szpitala wyniósł 450 tys. koron, z czego 369,6 tys. pochodziło ze składek społeczeństwa. W 1898 roku wbudowano kamień węgielny, a uroczyste otwarcie i poświęcenie Szpitala przez ks. kardynała Jana Duklana Puzynę odbyło się 7 października 1906 roku.
Szpital w dniu otwarcia liczył 100 łóżek i posiadał oddziały: wewnętrzny z pododdziałem gruźliczym, chirurgiczny, skórno-weneryczny z ambulatoriami, ponadto ambulatoria dentystyczne i okulistyczne oraz aptekę. Wyposażony w centralne ogrzewanie, elektryczne oświetlenie złożone ze 130 lamp żarowych, wentylację, zimną i ciepłą wodę oraz specjalistyczną aparaturę medyczną był jednym z najnowocześniejszych szpitali Galicji. Wysoki poziom wyposażenia szpitala został nagrodzony w 1907 roku, podczas X Zjazdu Lekarzy i Przyrodników Polskich złotym medalem „za wzorowe urządzenie”.
W 1913 r. bonifratrzy zakupili 36-hektarowy majątek ziemski w Konarach, który miał stać się zapleczem aprowizacyjnym dla krakowskiego szpitala, a zarazem – ze względu na walory klimatyczne – domem dla rekonwalescentów i pensjonatem dla starszych samotnych osób z inteligencji.
Odzyskanie przez Polskę niepodległości w 1918 roku i odrodzenie się w 1922 roku Prowincji Polskiej Zakonu Bonifratrów zaowocowało rozbudową budynku, uzupełnianiem wyposażenia o nowoczesną aparaturę medyczną, zatrudnianiem najlepszych lekarzy stosujących nowe metody leczenia. 15 lipca 1924 otwarto nowy oddział szpitalny obejmujący choroby uszu, nosa i gardła.
Po wybuchu II wojny światowej przez wszystkie lata niemieckiej okupacji Szpital pozostawał w rękach braci. Znaleźli w nim zatrudnienie wybitni lekarze zwalniani z przejętych przez Niemców krakowskich klinik. Bonifratrzy zapewniali też schronienie i pomoc medyczną osobom poszukiwanym przez gestapo, współpracowali z ruchem oporu, ukrywali ludzi podziemia, nierzadko ryzykując własnym życiem.
1 stycznia 1949 roku decyzją nowych władz Szpital został upaństwowiony, a w październiku 1950 roku przeszedł całkowicie pod zarząd Miasta Krakowa. Braciom zakazano wstępu na teren Szpitala, czego dobitnym wyrazem stało się zamurowanie przejścia łączącego go z Konwentem. Szpital otrzymał imię Edmunda Biernackiego, patologa i neurologa, filozofa medycyny.
Upadek komunizmu i powstanie III Rzeczypospolitej zainicjowały starania Bonifratrów o odzyskanie Szpitala. Na mocy porozumienia z wojewodą krakowskim 1 stycznia 1997 r. Szpital wrócił do Zakonu. Tym samym stał się pierwszym niepaństwowym szpitalem w Polsce, pw. św. Jana Grandego, reformatora hiszpańskiego szpitalnictwa, wyniesionego na ołtarze przez Jana Pawła II w 1996 roku.

## Położenie
Szpital mieści się przy Trynitarskiej 11 na krakowskim Kazimierzu, w budynku zbudowanym w latach 1898-1901, zaprojektowanym przez Teodora Talowskiego, zaś wybudowanym pod kierunkiem Janusza Rawicz-Niedziałkowskiego.

## Oddziały szpitalne
- Oddział Chorób Wewnętrznych i Angiologii
- Oddział Chirurgii Ogólnej i Onkologicznej
- Wojewódzki Oddział Chirurgii Naczyń i Angiologii
- Oddział Anestezjologii i Intensywnej Terapii
- Oddział Diagnostyczno-Leczniczy

## Dyrekcja
- Dyrektor Zarządzający: Jolanta Czaplińska-Jaszczurowska
- Dyrektor Finansowy: Dorota Puka

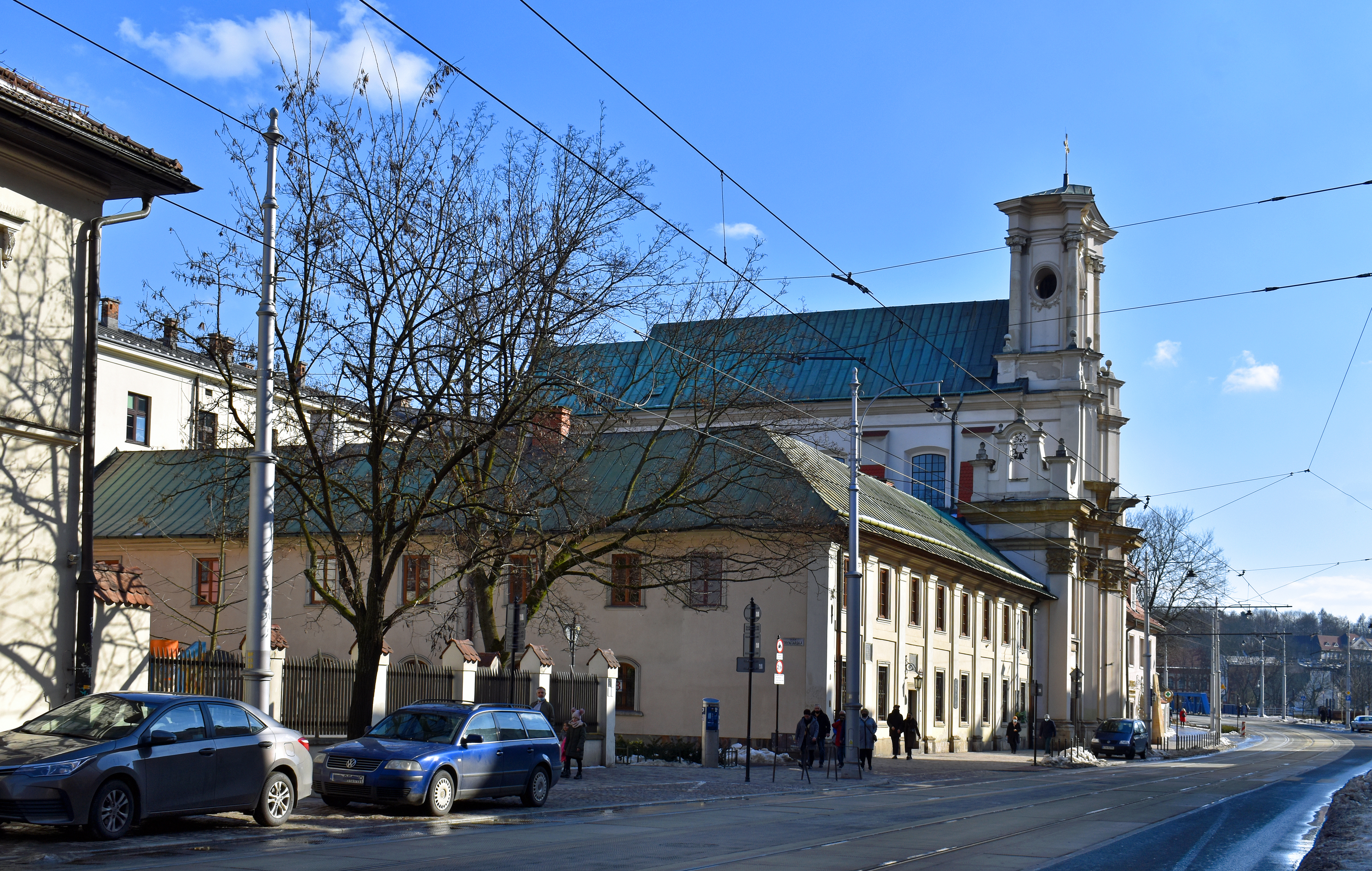
Stary szpital bonifratrów, konwent i kościół przy ul. Krakowskiej 48.
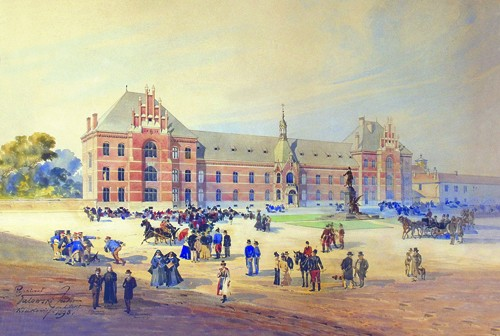
Teodor Talowski, akwarela z 1898 „Gmach Szpitala Zakonu Bonifratrów w Krakowie”
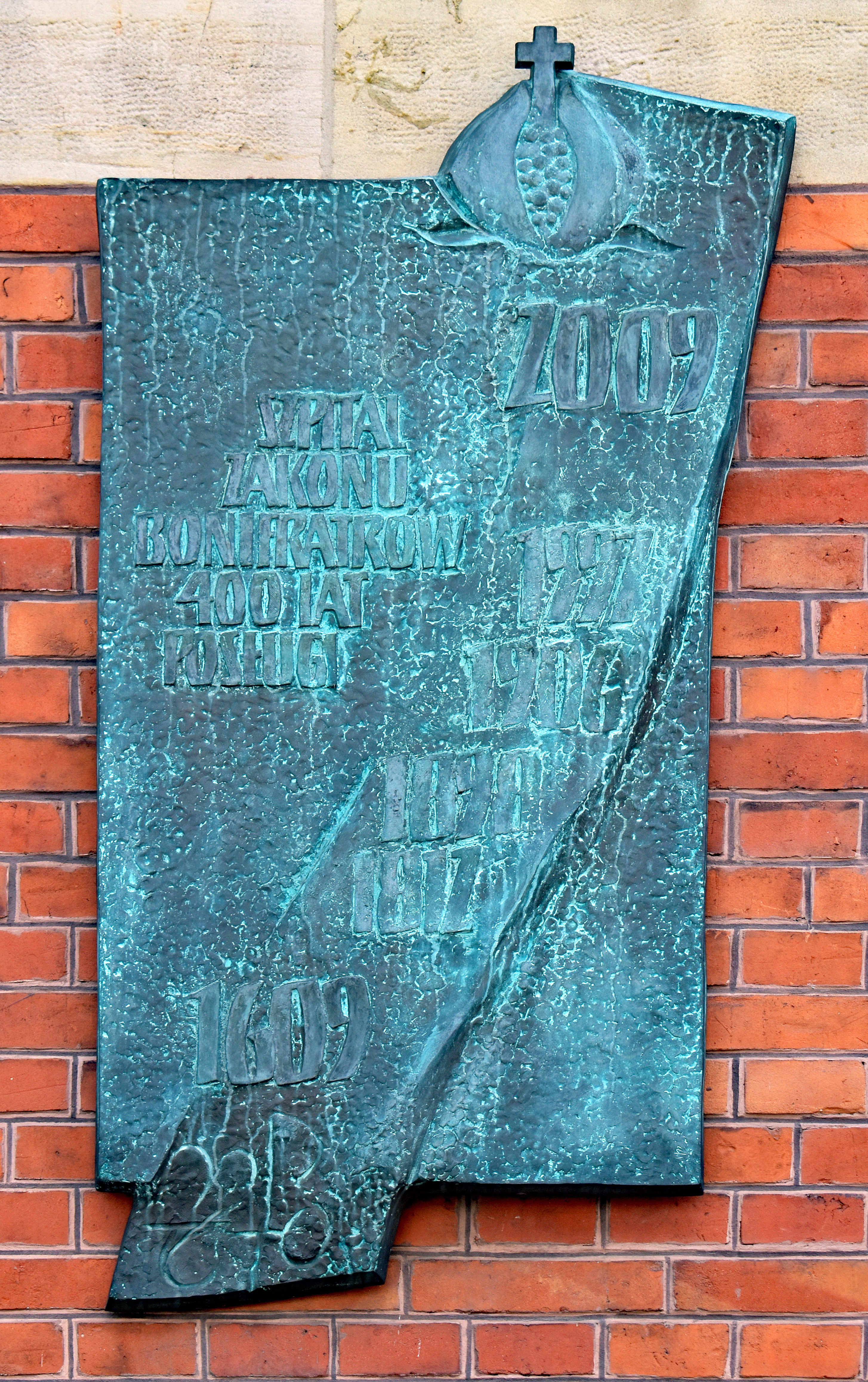
Tablica upamiętniająca 400 lat bonifratrów w Polsce.
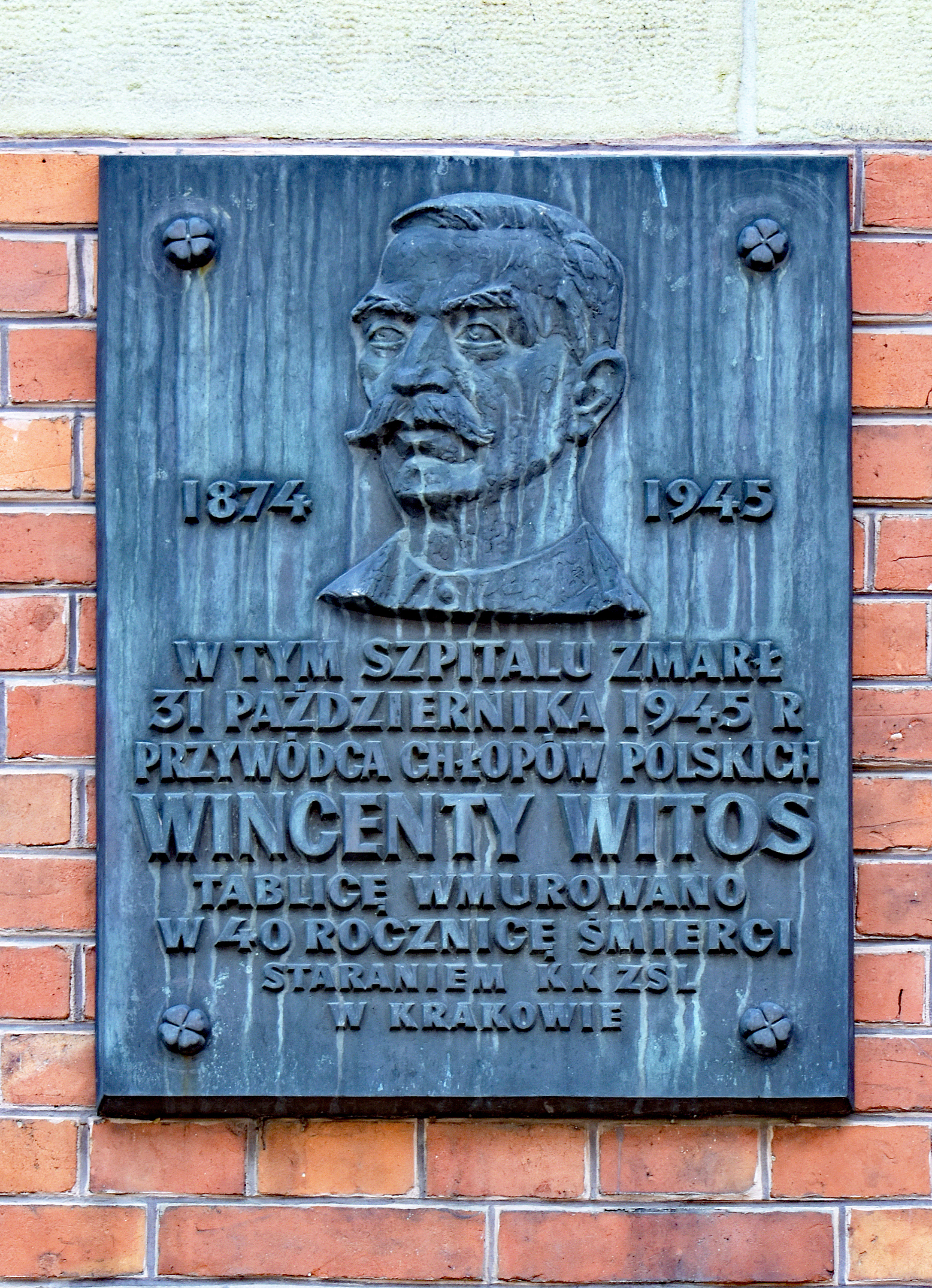
Tablica upamiętniająca Wincentego Witosa, który zmarł w tym szpitalu.